# Marozi
Le marozi ou lion tacheté du Kenya est un cryptide semblable à un petit lion tacheté de rosettes de couleur claire, à courte crinière qui vivrait dans les forêts des hauts plateaux du parc national d'Aberdare au Kenya. L'existence de cet animal n'est pas prouvée et relève donc de la cryptozoologie. Il a été suggéré qu'il s'agit d'une sous-espèce du lion, et le nom de Panthera leo maculatus lui a été proposé. La créature n'est plus signalée depuis la fin des années 1930,.

## Description
Le marozi vit dans les forêts des Aberdare, proches du mont Kenya ; les différentes observations faites par les Européens se faisaient à plus de 3 000 mètres d'altitude. Plus petit que la sous-espèce africaine, il se distingue également par sa robe comportant des ocelles. Le mâle a également une crinière plus petite que celle du lion « normal ». L'empreinte de la patte est proche de celle du lion, bien que petite. 

## Mentions

### Dans les légendes africaines
Le marozi et le lion sont clairement distingués par les peuples africains du fait de sa petite taille, de son pelage tacheté et de son habitat forestier. Les Kikuyu désignent par « simba » le lion des plaines et « marozi » le lion tacheté du Kenya. D'autres termes peuvent être trouvés dans les langues africaines pour différencier le lion, vivant dans la savane, des lions tachetés des forêts.  Ainsi un lion des zones montagneuses est appelé « ntararago » en Ouganda, « ikimizi » au Rwanda et « abasambo » en Éthiopie, bien qu'il soit peu probable que ces populations aient des liens entre elles,.

### Dans la littérature européenne

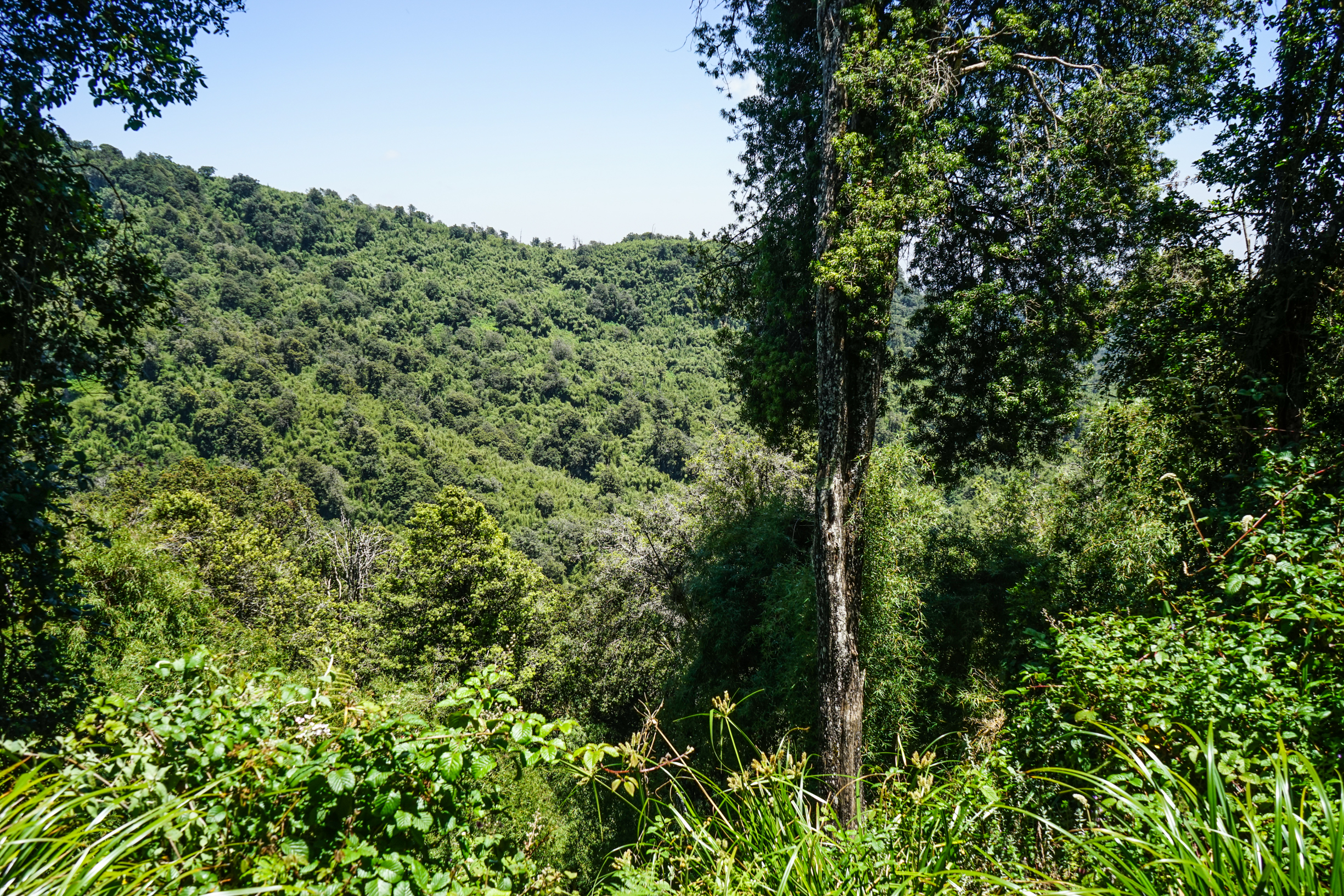
Vue du parc national d'Aberdare, où le Marozi a été signalé.

La première mention européenne du marozi a été faite en 1903 par le Colonel Richard Meinertzhagan.
En 1923, George Hamilton-Snowball témoigne qu'il a vu un couple de marozis lorsqu'il traversait les Aberdare, à près de 3 500 mètres d'altitude :
« ... et le soir du second jour, vers quatre heures de l'après-midi sous une faible lumière (il bruinait un peu) à 11 500 pieds d'altitude, j'ai vu à deux cents yards ce que je pensais au début comme deux léopards au pelage très fauve et délavé. Alors que je me retournais vers mon porteur pour avoir ma carabine (je ne transportais qu'un fusil de chasse) j'entendis tous les hommes, qui avaient vu les bêtes comme moi, murmurer avec excitation un nom inconnu.

« Marozi, Marozi » répétaient-ils. Alors que j'enlevais le cran de sureté, en un seul mouvement les bêtes (ou félins) se retournèrent et en deux bonds rejoignirent la forêt en face de laquelle je les avais surprises. À ce moment-là, je me rappelai ce que marozi voulait dire et je demandai aux hommes s'ils pensaient qu'un couple de lions pourraient monter des plaines jusqu'à cette hauteur et dans des températures très froides ! « Certainement pas, mais les marozis vivent ici ! » répondirent-ils.

Et bien, je peux seulement dire ou raconter ce que j'ai vu et je dois ajouter que leurs empreintes étaient certainement celles d'un lion, et pas d'un léopard, et que les bêtes paraissaient tachetées et de couleur fauve, mais à part des indigènes, on ne m'a jamais confirmé qu'il existait des choses telles que les « lions tachetés » »

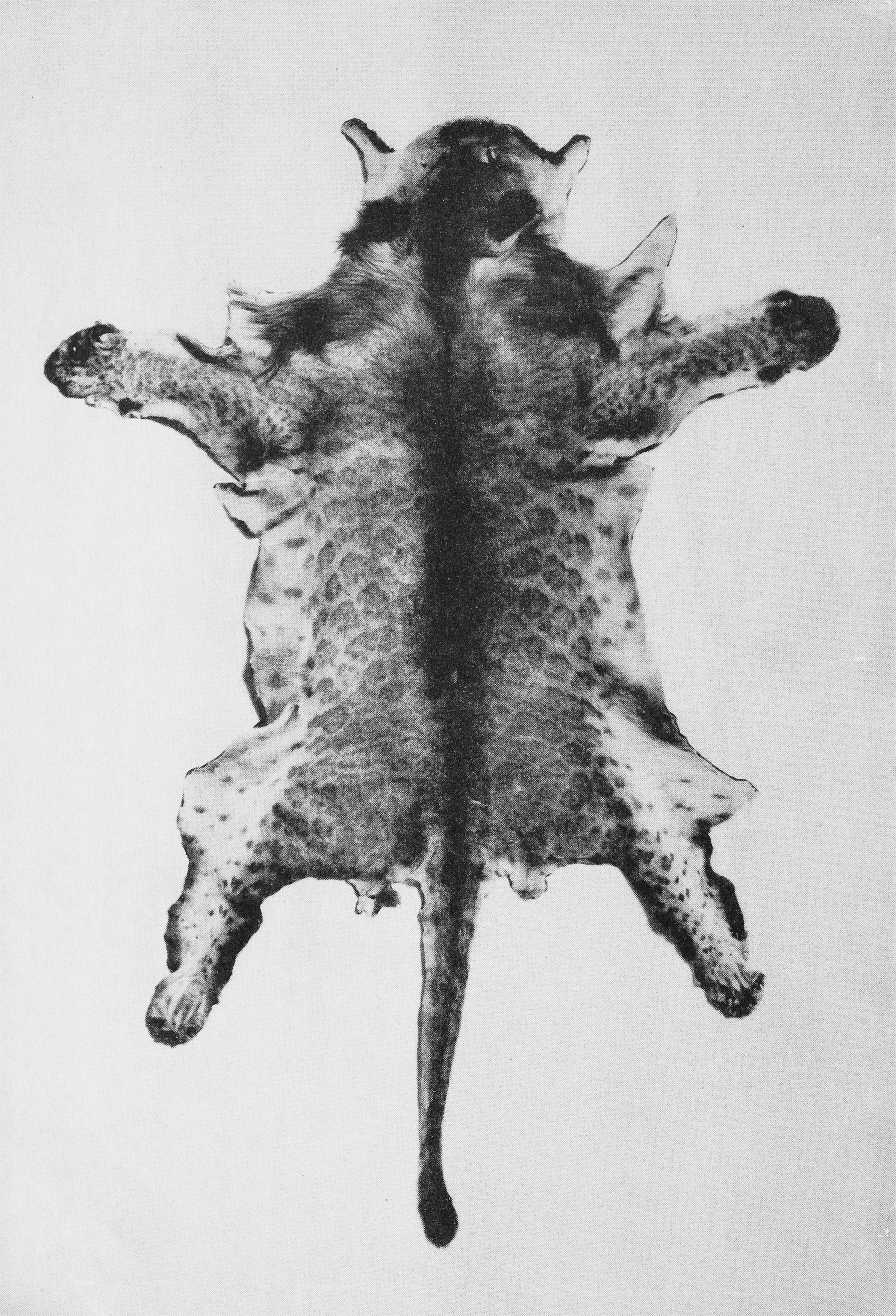
Autopsie de la peau d'un des Marozi tué par le fermier Michael Trent en 1931.

En 1924, le capitaine Blayney Percival reporte qu'il a abattu une lionne et ses petits qui étaient tous très distinctement marqués de rosettes. La lionne avait autant de taches que les lionceaux. En 1931, deux observations consécutives se produisirent la même année, l'une par le capitaine RE Dent qui aperçut quatre spécimens de lions tachetés dont deux furent attrapés dans des pièges à léopard ; l'autre par Michael Trent, un fermier blanc qui tua deux lions tachetés : les peaux de ces deux spécimens furent par la suite examinées et reconnues inhabituelles par le département de la chasse de Nairobi. Ces peaux sont les seules à être parvenues jusqu'à nous.
En 1937, Kenneth C. Gandar Dower rapporte la description que lui fit en 1935 un guide kényan de sa rencontre avec un couple de marozis dans les Aberdares.
« Oh, bwana Gandar, ils jouaient au soleil, ne faisant rien de plus. Il y avait un mâle et une femelle - pas des bébés. Ils étaient plus petits qu'un lion et tachetés de partout. [...] Et ils avaient des favoris - pas une vraie crinière - et ils étaient plus légèrement bâtis qu'un lion - davantage comme guépard. »
Les témoignages sur le marozi n'ont jamais été très nombreux, et aucun n'a été signalé depuis la fin des années 1930. Ainsi, certains cryptozoologues suggèrent que la créature à disparu avant d'avoir été découverte.

## Théories

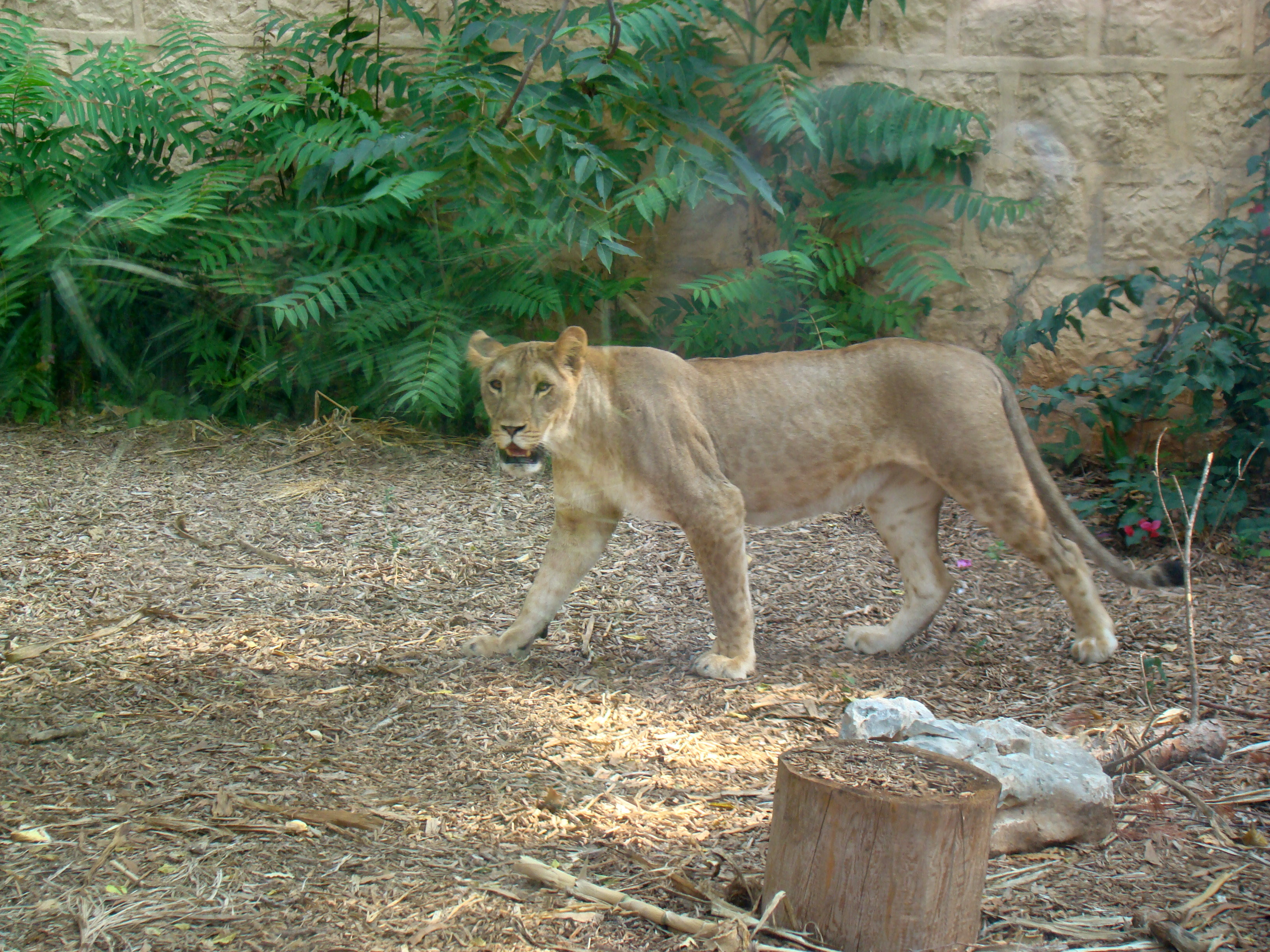
Cette lionne du zoo de Saint-Jean-Cap-Ferrat arbore encore les taches de son enfance.

Bernard Heuvelmans propose en 1955 de classer le marozi comme une espèce distincte du lion, et lui propose le nom scientifique de Leo maculatus, étant donné que les autochtones le différencient du lion, que le marozi est plus petit que les lions normaux, et vit non dans la savane mais dans des forêts montagneuses difficiles d'accès. Dans son ouvrage de 1982-83 publié à titre posthume, il se montre plus circonspect, et suggère que le marozi serait une sous-espèce de lion et lui propose le nom de Panthera leo maculatus. Il envisage également que le marozi (et les autres lions tachetés de montagnes) puisse être un hybride naturel de lion et de léopard, c'est-à-dire un léopon. 
Une autre théorie serait que les marozis soient des lions juvéniles : en effet, la robe des lionceaux est tachetée et ces marques peuvent perdurer jusqu'à l'âge adulte, surtout chez les femelles.